# Hartmannstraße 17 (Bad Kissingen)

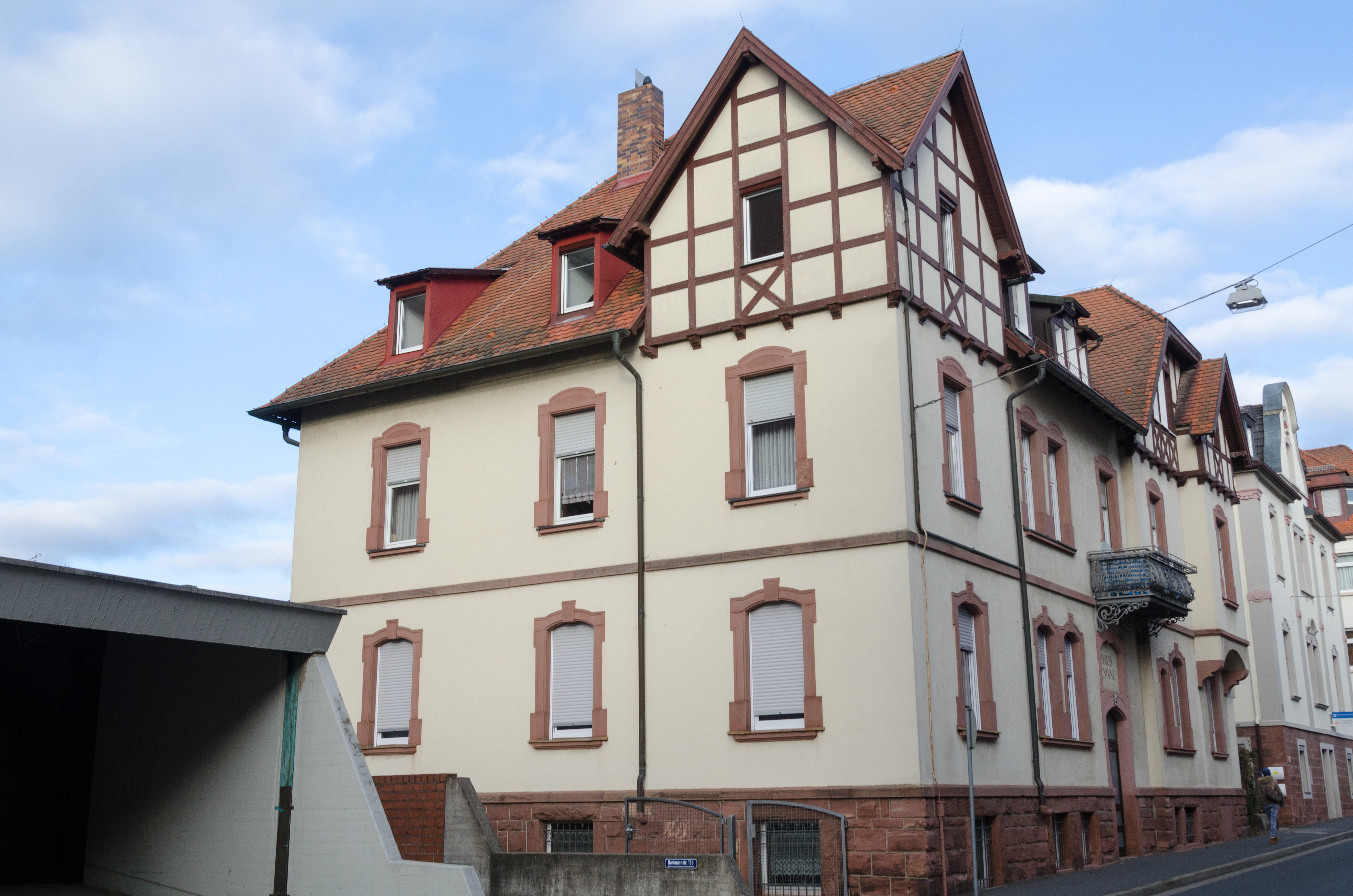
Hartmannstraße 17 in Bad Kissingen

Das Anwesen Hartmannstraße 17 in der Hartmannstraße in Bad Kissingen, der Großen Kreisstadt des unterfränkischen Landkreises Bad Kissingen, gehört zu den Bad Kissinger Baudenkmälern und ist unter der Nummer D-6-72-114-294 in der Bayerischen Denkmalliste registriert.

## Geschichte
Das Wohnhaus wurde im Jahr 1905 von dem Architekten B. Geiling im Stil des reduzierten Historismus errichtet. Bei dem Anwesen handelt es sich um einen zweigeschossigen Walmdachbau mit Rotsandsteingliederung, Zwerchhauserker, sowie Fachwerkzwerchhäusern. Es zeigt in den Fenstereinfassungen einerseits Elemente des Jugendstils und ist zum anderen mit dem komplizierten Dachumriss und den Fachwerkgiebeln an den Gruppenbau und den Fachwerkstil der späten Gründerzeit gebunden.